# Iglesia del Espíritu Santo (Sochi)

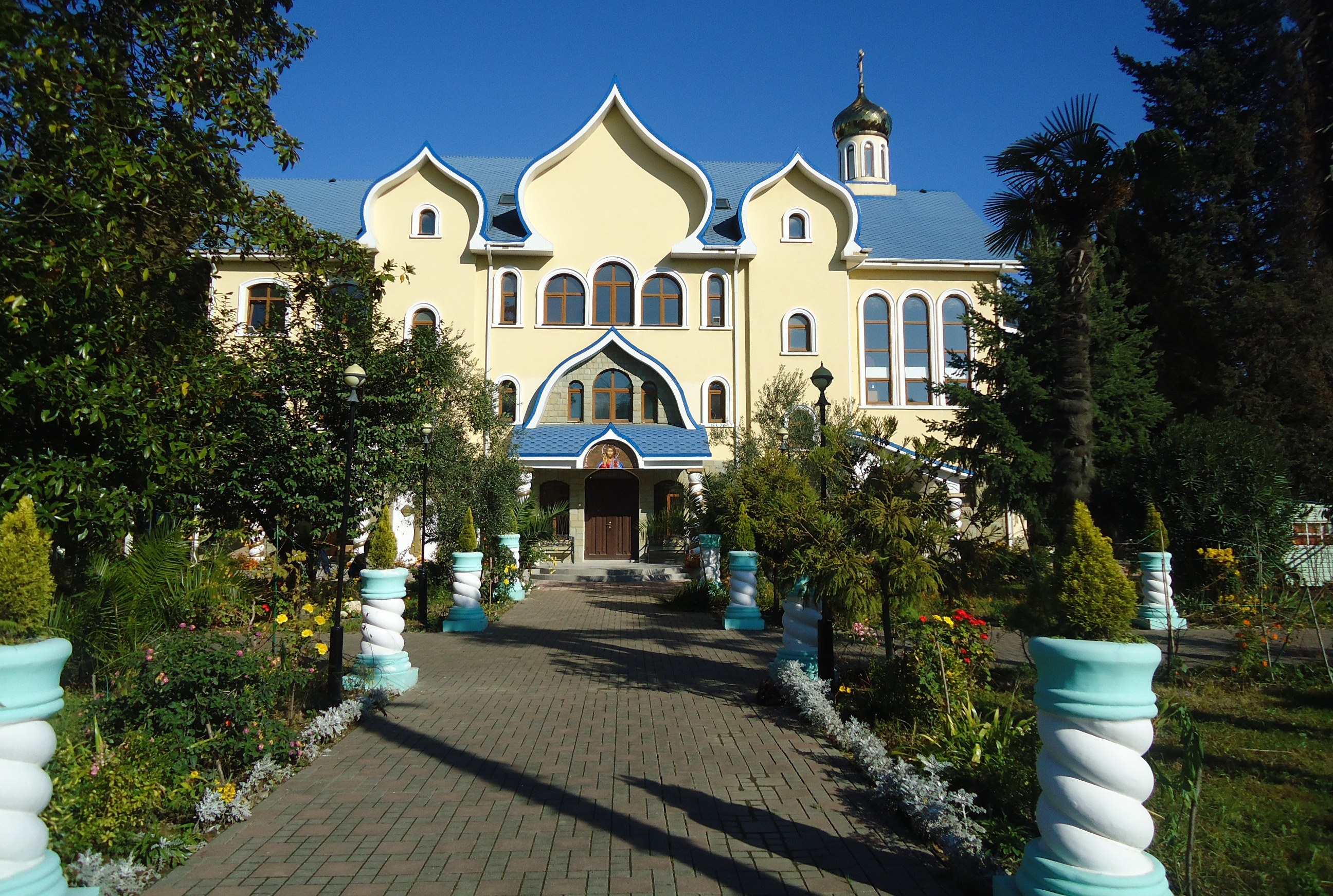
Entrada de la iglesia.

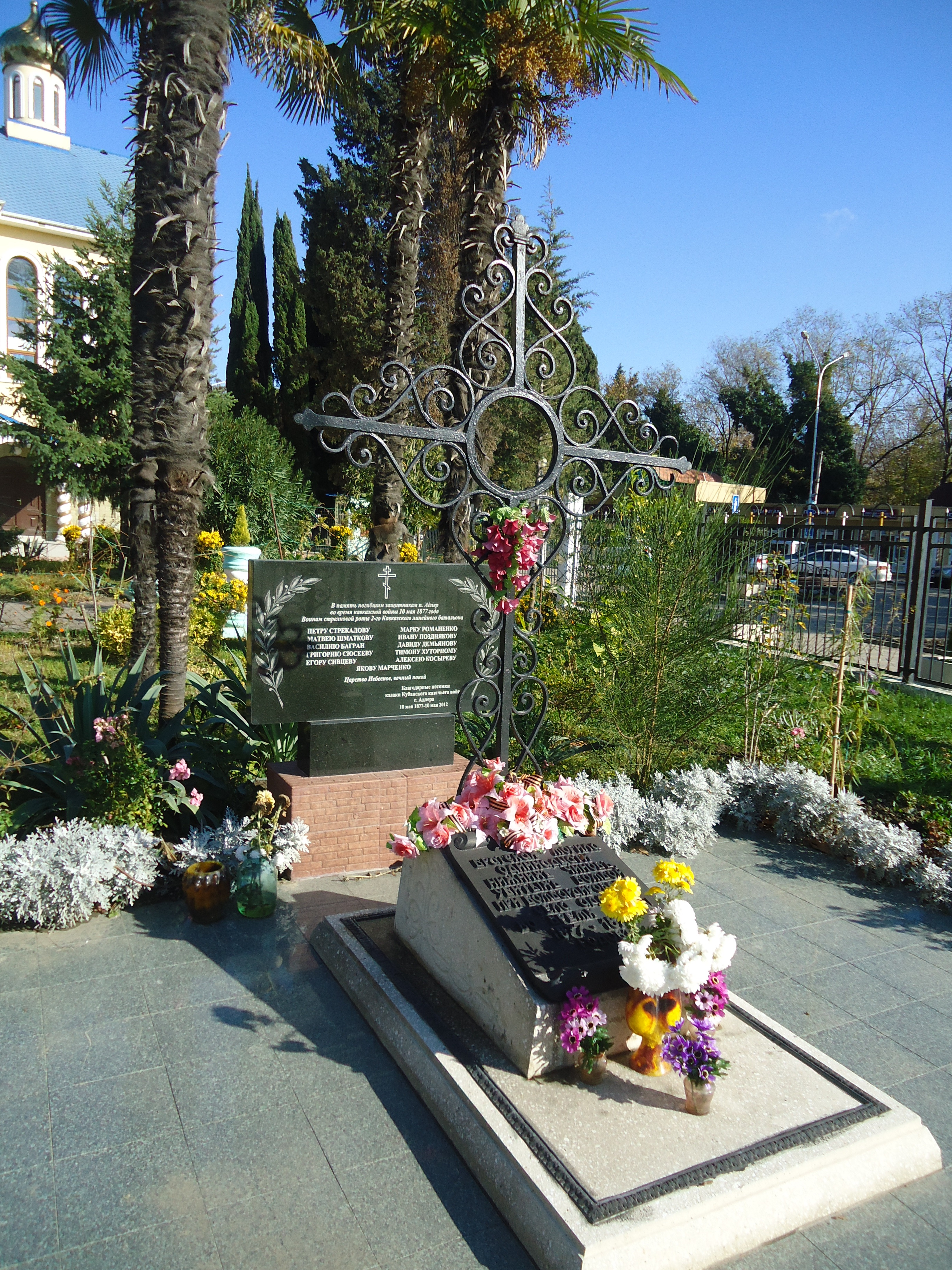
Monumento a los caídos en la guerra del Cáucaso.

La Iglesia del Espíritu Santo o Iglesia del Descenso del Espíritu Santo (en ruso: Церковь Святого Духа; Сошествия Святого Духа, Tserkov Sviatogo Duja; Soshestviya Sviatogo Duja) es una iglesia ortodoxa situada en Ádler, en el distrito homónimo de la unidad municipal de la ciudad-balneario de Sochi en el sur del krai de Krasnodar de Rusia.
El 18 de junio de 1837 se construyó el fuerte ruso de Sviatogo Duja ("Espíritu Santo") en la extensa llanura de la desembocadura del río Mzymta en el mar Negro, como parte de la línea defensiva costera del mar Negro que sería desmantelado en 1854. En 1898 se erigió la iglesia del Espíritu Santo, que sería cerrada en 1924 y demolida en 1947.
A inicios de la década de 2000 se construyó la actual iglesia, con una cúpula, y poco después se le agregó un edificio anexo de ladrillo de dos pisos que alberga la escuela dominical. Está consagrada en memoria de la iglesia predecesora.
En los jardines de los alrededores del templo se halla una placa memorial, instalada el 10 de mayo de 2012, a los once soldados del 2º batallón de la Línea del Cáucaso fallecidos el 10 de mayo de 1877 en defensa de las posiciones rusas en el contexto de las últimos embates de la guerra ruso-circasiana.